# 佩达韦纳
佩达韦纳（義大利語：Pedavena），是意大利威尼托大区贝卢诺省的一个市镇。总面积24平方公里，人口4424人，人口密度184.3人/平方公里（2009年）。国家统计（ISTAT）代码为025036。